# Arteaga, Coahuila
Arteaga là một đô thị thuộc bang Coahuila, México. Năm 2005, dân số của đô thị này là 19622 người.